# Georges Vignol
Georges Vignol, francoski general, * 1891, † 1960.